# Fritz Rudolf Körper

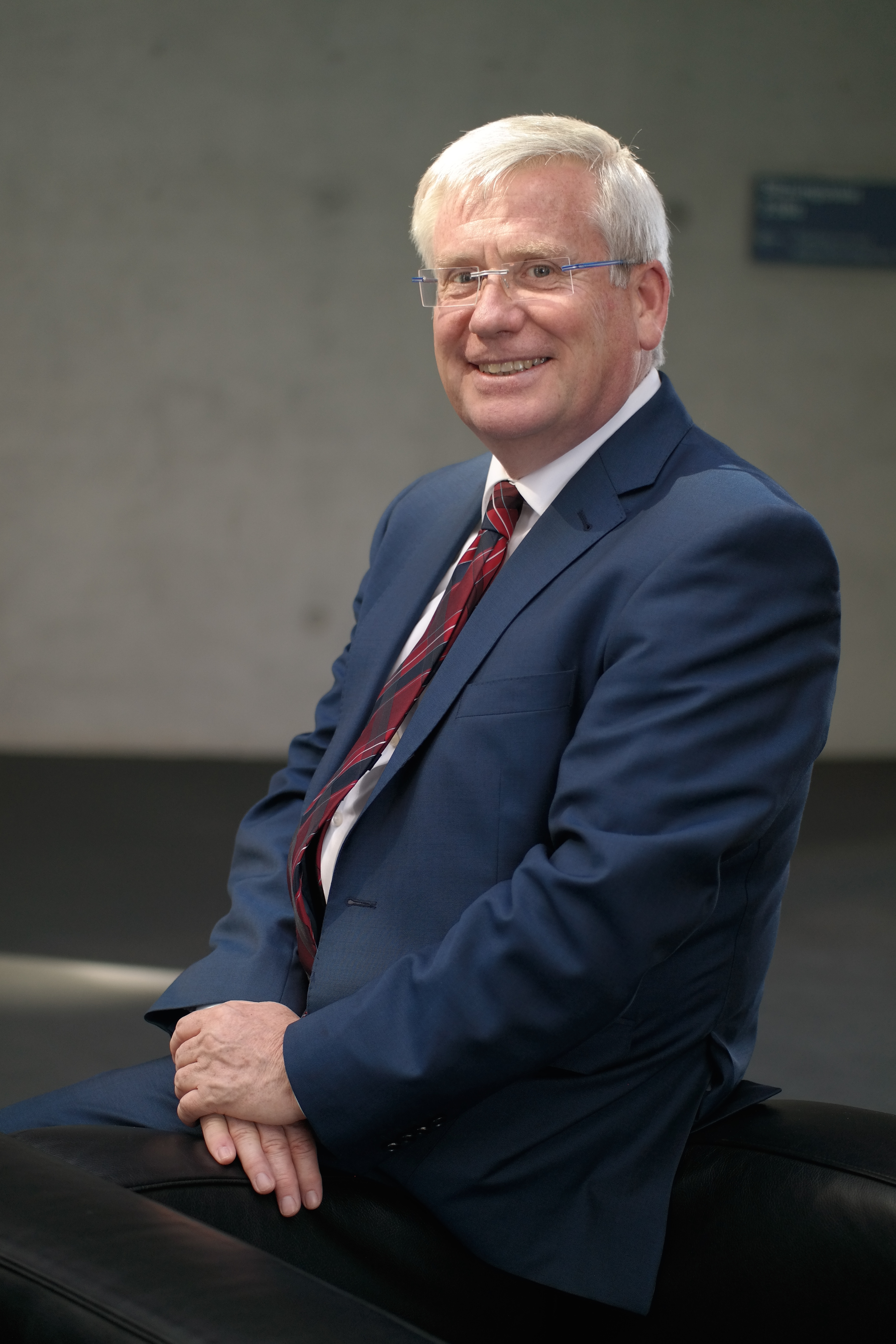
Fritz Rudolf Körper 2018

Fritz Rudolf Körper (* 14. November 1954 in Rehborn) ist ein deutscher Politiker (SPD). Von 1990 bis 2013 war er Mitglied des Deutschen Bundestages, von 1998 bis 2005 Parlamentarischer Staatssekretär beim Bundesminister des Innern und von 2005 bis 2009 stellvertretender Vorsitzender der SPD-Bundestagsfraktion.

## Leben und Beruf
Nach dem Abitur 1974 absolvierte Körper ein Studium der Evangelischen Theologie an der Johannes Gutenberg-Universität Mainz, das er 1982 mit der theologischen Prüfung bei der Evangelischen Kirche der Pfalz abschloss.

### Abgeordneter
Von 1979 bis 1990 war Körper Mitglied des Landtages von Rheinland-Pfalz und von 1979 bis 1994 gehörte er auch dem Gemeinderat seines Heimatortes Rehborn an.
Von 1990 bis 2013 war er Mitglied des Deutschen Bundestages. Hier hatte er von 1994 bis 1998 die Funktion des innenpolitischen Sprechers der SPD-Bundestagsfraktion inne. Von 1998 bis 2005 war Körper Parlamentarischer Staatssekretär beim Bundesminister des Innern Otto Schily.
Vom 28. November 2005 bis zum Oktober 2009 war Körper stellvertretender Vorsitzender der SPD-Bundestagsfraktion für Innenpolitik, Recht, Sport, Kultur und Medien sowie Geschäftsordnung. Ab dem Beginn der 17. Wahlperiode (2009–2013) war er Mitglied des Verteidigungsausschusses. Er gehörte auch acht Jahre dem Parlamentarischen Kontrollgremiums an, welches die Arbeit von Bundesnachrichtendienst (BND), Bundesamt für Verfassungsschutz (BfV) sowie Militärischen Abschirmdienst (MAD) überwacht.
Körper war bei den Bundestagswahlen 2005 und 2009 über die Landesliste Rheinland-Pfalz und davor stets als direkt gewählter Abgeordneter des Wahlkreises Kreuznach in den Bundestag eingezogen. Bei der Bundestagswahl 2013 kandidierte er erneut für den Wahlkreis sowie auf Platz 12 der Landesliste, konnte aber kein Bundestagsmandat mehr gewinnen. Dies bedeute „das Ende“ seiner politischen Karriere, äußerte sich Körper.
Seit dem 1. Januar 2014 führt und leitet er eine international agierende Firma mit Sitz in Berlin, Brüssel und Mainz, die unter anderem politische Interessen von Unternehmen vertritt und ihre Mandanten im Business Development berät und unterstützt.

### Parteizugehörigkeit
Seit 1973 ist Fritz Rudolf Körper Mitglied der Sozialdemokratischen Partei Deutschlands (SPD). Von 1990 bis 2010 war er Vorsitzender des SPD-Kreisverbands Bad Kreuznach und von 1990 bis 2013 stellvertretender Vorsitzender des SPD-Regionalverbandes Rheinland. Weiterhin war Körper bis März 2025 Vorsitzender des SPD-Ortsverein in Rehborn.

## Ehrungen
- 1998: Verdienstkreuz am Bande der Bundesrepublik Deutschland
- 2006: Ehrenzeichen des Technischen Hilfswerks in Gold
- 2009: Verdienstkreuz 1. Klasse der Bundesrepublik Deutschland
- 2014: Deutsches Feuerwehr-Ehrenkreuz in Silber des DFV